# Gary Bradds
Gray Lee Bradds (Jamestown, 26 luglio 1942 – Greenville, 15 luglio 1983) è stato un cestista statunitense, professionista nella NBA e nella ABA.

## Carriera
Venne selezionato dai Baltimore Bullets al primo giro del Draft NBA 1964 (3ª scelta assoluta).
Con gli Stati Uniti disputò i Giochi panamericani di San Paolo 1963.

## Palmarès
- Campionato ABA: 1

Oakland Oaks: 1969
- NCAA AP Player of the Year (1964)
- 2 volte NCAA AP All-America First Team (1963, 1964)